# Shruti Haasan
Shruti Rajalakshmi Haasan (Chennai, 28 de enero de 1986) es una actriz, cantante y compositora india, que trabaja en la industria del cine del sur de India y de Bollywood. Sus padres son los actores Kamal Haasan y Sarika.
Desde su niñez, cantaba para películas y participó en una película como invitada, antes de iniciar su debut como actriz profesional en un drama de acción de 2009, titulado "Luck" o "Suerte". Más adelante pasó a ganar los elogios de la crítica por la interpretación de su personaje en películas de fantasía de Walt Disney, como Anaganaga O Dheerudu, Oh My Friend y 7aam Arivu. En 2012, protagonizó en una película titulada Gabbar Singh, un remake de la versión en Tegulu de la película "Dabangg". En la que también fue su primer gran éxito comercial como actriz. También ha continuado su paso por la música, trabajando como cantante e interpretando temas musicales en diferentes idiomas de la India, en la que tuvo una carrera de dirección musical. Comenzando con la producción de su padre Unnaipol Oruvan y con su propia banda de música y lanzamiento de su primer álbum.

## Discografía
| Título                            | Año  | Película                    | Composición         | Notas |
| --------------------------------- | ---- | --------------------------- | ------------------- | --- |
| "Potri Paadadi Ponna              | 1992 | Thevar Magan                | Ilaiyaraaja         | |
| "Jaago Gori"                      | 1997 | Chachi 420                  | Vishal Bharadwaj    | |
| "Ram Ram"                         | 2000 | Hey Ram                     | Ilaiyaraaja         | |
| "Roattorap Paattuch Chaththam"    | 2002 | En Mana Vaanil              | Ilaiyaraaja         | |
| "Adiye Kolluthe"                  | 2008 | Vaaranam Aayiram            | Harris Jayaraj      | |
| "Aazma (Luck Is The Key)"         | 2009 | Luck                        | Salim-Sulaiman      | |
| "Allah Jaane"                     | 2009 | Unnaipol Oruvan             | Shruti Haasan       | Edison Award for Best Introduced Music Director                                                                        |
| "Unnaipol Oruvan"                 | 2009 | Unnaipol Oruvan             | Shruti Haasan       | Edison Award for Best Introduced Music Director                                                                        |
| "Vaanam Ellai"                    | 2009 | Unnaipol Oruvan             | Shruti Haasan       | Edison Award for Best Introduced Music Director                                                                        |
| "Allah Jaane"                     | 2009 | Eenadu                      | Shruti Haasan       | |
| "Eenadu"                          | 2009 | Eenadu                      | Shruti Haasan       | |
| "Ningi Haddu"                     | 2009 | Eenadu                      | Shruti Haasan       | |
| "Semmozhiyaana Thamizh Mozhiyaam" | 2010 | —                           | A. R. Rahman        | |
| "Nenapidu Nenapidu"               | 2010 | Prithvi                     | Manikanth Kadri     | |
| "Beyond The Snake"                | 2010 | Hisss                       | Dave Kushner        | |
| "Evan Ivan"                       | 2011 | Udhayan                     | Manikanth Kadri     | |
| "Yellae Lama"                     | 2011 | 7aam Arivu                  | Harris Jayaraj      | |
| "Sri Chaitanya Junior College"    | 2011 | Oh My Friend                | R. Anil             | |
| "Sokkupodi"                       | 2011 | Muppozhudhum Un Karpanaigal | G. V. Prakash Kumar | |
| "Kannazhaga Kaalazhaga"           | 2012 | 3                           | Anirudh Ravichander | Nominated—Filmfare Award for Best Female Playback Singer - Tamil Nominated—SIIMA Award for Best Female Playback Singer |
| "Tan Ye Mera"                     | 2012 | 3 (Hindi)                   | Anirudh Ravichander | |
| "Kannuladha Kaaluladha"           | 2012 | 3 (Telugu)                  | Anirudh Ravichander | |
| "Alvida"                          | 2013 | D-Day                       | Shankar Ehsaan Loy  | |
| "Shut Up Your Mouth"              | 2013 | Yennamo Yedho               | D. Imman            | |

## Filmografía
| Año  | Película              | Personaje           | Idioma      | Notas |
| ---- | --------------------- | ------------------- | ----------- | --- |
| 1990 | Anjali                | Anu                 | Tamil       | |
| 2000 | Hey Ram               | Shruti Rajesh Patel | Tamil Hindi | Cameo appearance |
| 2009 | Luck                  | Ayesha Natasha      | Hindi       | |
| 2011 | Anaganaga O Dheerudu  | Priya               | Telugu      | Filmfare Award for Best Female Debut - South(also for 7aum Arivu)                                                             |
| 2011 | Dil Toh Baccha Hai Ji | Nikki Narang        | Hindi       | |
| 2011 | 7aum Arivu            | Subha Srinivasan    | Tamil       | Filmfare Award for Best Female Debut – South(also for Anaganaga O Dheerudu) Nominated—Filmfare Award for Best Actress – Tamil |
| 2011 | Oh My Friend          | Siri Chandana       | Telugu      | |
| 2012 | 3                     | Janani              | Tamil       | Asiavision Movie Award for Excellence in Tamil] Nominated—Filmfare Award for Best Actress – Tamil                             |
| 2012 | Gabbar Singh          | Bhagyalakshmi       | Telugu      | |
| 2013 | Balupu                | Shruti              | Telugu      | |
| 2013 | Ramaiya Vastavaiya    | Sona                | Hindi       | |
| 2013 | D-Day                 | Suraiya             | Hindi       | |
| 2013 | Ramayya Vasthavayya   | Amullu              | Telugu      | |
| 2014 | Yevadu                | Manju               | Telugu      | |
| 2014 | Race Gurram           |                     | Telugu      | Filming |
| 2014 | Welcome Back          | Pardarshi           | Hindi       | Filming |
| 2014 | Gabbar                | Devaki              | Hindi       | Filming |

## Premios y nominaciones
| Año  | Película             | Premio                | Categoría                           | Resultado |
| ---- | -------------------- | --------------------- | ----------------------------------- | --------- |
| 2010 | Unnaipol Oruvan      | Edison Awards         | Best Introduced Music Director      | Ganador   |
| 2012 | 7aum Arivu           | Vijay Awards          | Best Debut Actress                  | Nominado  |
| 2012 | 7aum Arivu           | Filmfare Awards South | Best Actress — Tamil                | Nominado  |
| 2012 | 7aum Arivu           | Filmfare Awards South | Best Female Debut                   | Ganador   |
| 2012 | Anaganaga O Dheerudu | Filmfare Awards South | Best Female Debut                   | Ganador   |
| 2012 | Anaganaga O Dheerudu | CineMAA Awards        | Best Female Debut                   | Ganador   |
| 2013 | 3                    | Asiavision Awards     | Excellence in Tamil                 | Ganador   |
| 2013 | 3                    | Edison Awards         | Best Actress                        | Nominado  |
| 2013 | 3                    | Vijay Awards          | Best Actress                        | Nominado  |
| 2013 | 3                    | Vijay Awards          | Best Female Playback Singer         | Nominado  |
| 2013 | 3                    | Filmfare Awards South | Best Actress — Tamil                | Nominado  |
| 2013 | 3                    | Filmfare Awards South | Best Female Playback Singer - Tamil | Nominado  |
| 2013 | 3                    | SIIMA Awards          | Best Actress - Tamil                | Nominado  |
| 2013 | 3                    | SIIMA Awards          | Best Female Playback Singer - Tamil | Nominado  |
| 2013 | Gabbar Singh         | SIIMA Awards          | Best Actress - Telugu               | Ganador   |
| 2013 | Gabbar Singh         | CineMAA Awards        | Best Actress                        | Nominado  |